# 反中子
反中子（antineutron）是中子的反粒子，1956年，反質子被發現一年後，美國物理學家布魯斯·考克在勞倫斯伯克利國家實驗室發現了反中子，這種粒子的質量與中子相同，也不帶電荷，但反中子是由三個反夸克所構成，分別是兩個反下夸克和一個反上夸克，有別於中子的夸克。
反中子的磁矩也與中子相反，一般中子的數值為-1.91 µN，而反中子則為+1.91 µN，當中 µN 是磁矩中的常數。
由於反中子與中子一樣不帶電荷，因此要直接觀測反中子並不容易，但可看到它與中子湮滅成能量。
現時有人認為，中子與反中子互相振動是存在的，並在一種未知的物理定律下發生，並違反重子數量守恆的定律。

## 請參閱
- 粒子目錄
- 反物質